# رانکاگوا
رانکاگوا (به اسپانیایی: Rancagua) یک سکونتگاه مسکونی در شیلی است که در Cachapoal Province واقع شده‌است.

## خصوصیات
رانکاگوا ۲۶۰٫۳ کیلومترمربع مساحت و ۲۳۲٬۲۱۱ نفر جمعیت دارد و ۵۷۲ متر بالاتر از سطح دریا واقع شده‌است.